# Revuelta mudéjar
Revuelta mudéjar es el nombre que reciben las revueltas de los mudéjares, es decir, los musulmanes andalusíes incorporados por la Reconquista a los reinos cristianos de la península ibérica.
Además de factores políticos y religiosos, fue clave para estos movimientos de protesta la identidad grupal-étnico-cultural y la condición económica y social de los mudéjares, sometidos a un fuerte régimen señorial y dedicados a una agricultura especialmente implantada en un territorio específico (las huertas valencianas o las vegas y las sierras andaluzas).

## Revueltas anteriores a 1492
Aparte de otras de menor entidad, la primera gran revuelta mudéjar fue la Rebelión o Revuelta mudéjar de 1264, de los mudéjares del reino de Sevilla contra Alfonso X el Sabio así como los del reino de Murcia, ambos de muy reciente incorporación a la Corona de Castilla. La represión de la revuelta fue muy dura, y la mayor parte de la población mudéjar del Valle del Guadalquivir se desplazó al reino nazarí de Granada; no así la de Murcia, que continuó en ese territorio.
Hubo una segunda gran revuelta mudéjar en la Corona de Aragón (sobre todo en el reino de Valencia) en 1276 (prolongada hasta 1304), que aunque también supuso la despoblación de algunas partes de ese reino (norte de la actual provincia de Alicante), no afectó a la continuidad de la mayor parte de las comunidades mudéjares, ni tampoco a las existentes en el valle del Ebro, más antiguas incluso.
Hubo muchas revueltas más a lo largo de los dos siglos siguientes, como la de 1490, simultánea a la Guerra de Granada (1482-1492).
Las fuentes no coinciden en la numeración de las revueltas, incluyendo otras de menor entidad o más localizadas, como las protagonizadas por Al-Azraq en el reino de Valencia: primera revuelta 1244... segunda revuelta (1248-1258)... tercera revuelta [1276] afecta más directamente a la villa de Alcoy....

## Revueltas posteriores a 1492: de las revueltas mudéjares a las revueltas moriscas
Tras la Guerra de Granada, cuyo tratado final (Capitulaciones de Granada) preveía condiciones particularmente tolerantes con los musulmanes que quisieran seguir habitando en el reino cristiano de Granada, siguió habiendo una población musulmana muy numerosa, especialmente en las zonas rurales y montañosas de ese reino (Alpujarras), así como en las vegas murcianas y valencianas, cristianas desde el siglo XIII, y otros territorios de reconquista más antigua, como ciertas zonas del valle del Ebro (reino de Aragón y reino de Navarra).
A partir de entonces (1492), y especialmente del decreto de 1502 que imponía el bautismo forzoso de los musulmanes, previamente empadronados (Pragmática de conversión forzosa de febrero de 1502, padrón realizado durante 1501), se habla de moriscos para referirse a ellos, y de revuelta morisca para los frecuentes levantamientos que se suscitaron.
Este último concepto (el de revuelta morisca) es aplicado generalmente a las distintas revueltas conocidas como Rebelión de las Alpujarras, aunque más propiamente a la llamada Guerra de las Alpujarras de 1568-1571, pero conceptualmente no puede aplicarse al Levantamiento o Revuelta del Albaicín y la inmediata Revuelta de los mudéjares granadinos aún no bautizados (también llamada Rebelión o Revuelta de las Alpujarras, nombres que -para mayor confusión- se dan asimismo a dicha guerra). Esas últimas rebeliones propiamente mudéjares fueron iniciadas en 1499 como reacción a la intervención en Granada del Cardenal Cisneros (que endureció el tratamiento más contemporizador que caracterizaba a Fray Hernando de Talavera) y se prolongaron hasta 1502.
La alternativa de emigrar era casi imposible, no sólo porque la gran mayoría, compuesta de campesinos, no podría afrontarla, sino porque las pragmáticas imponían requisitos, como la separación de los menores, que la hacían inviable.
La fecha exacta en que se impuso el bautismo obligatorio fue diferente en cada territorio: 1501 en el reino de Granada y 1502 en el resto de la Corona de Castilla. Entre 1515 y 1516 se impone el bautismo o la expulsión de los mudéjares navarros tras haber sido incorporado ese reino a Castilla en 1512 por Fernando el Católico. Los mudéjares de la corona de Aragón (valencianos, aragoneses y catalanes) fueron conminados a bautizarse o ser expulsados en el otoño de 1525, por un decreto de Carlos V. En el reino de Valencia los mudéjares habían sufrido previamente la represión de los sublevados (no musulmanes, sino cristianos) en las Germanías (1519-1523), conmoción simultánea a las Comunidades de Castilla, pero orientada contra los señoríos con mayor concentración de campesinos musulmanes. Los del reino de Aragón fueron bautizados en 1526, de forma pacífica.